# Temperature
Nhiệt độ tương đồng biểu thị nhiệt độ của vật liệu là một phân số của nhiệt độ nóng chảy của nó bằng thang đo Kelvin:
Ví dụ, nhiệt độ tương đồng của chì ở nhiệt độ phòng (25 °C) xấp xỉ 0,50 (TH = T/Tmp = 298 K/601 K = 0,50).

## Ý nghĩa của nhiệt độ tương đồng
Nhiệt độ tương đồng của một chất rất hữu ích để xác định tốc độ biến dạng nhiệt của trạng thái ổn định (biến dạng phụ thuộc khuếch tán). Nhiệt độ tương đồng cao hơn dẫn đến tỷ lệ biến dạng phụ thuộc khuếch tán cao hơn theo cấp số nhân.
Ngoài ra, đối với nhiệt độ tương đồng cố định nhất định, hai vật liệu có điểm nóng chảy khác nhau sẽ có hành vi biến dạng phụ thuộc khuếch tán tương tự. Ví dụ: hợp kim hàn (Tmp = 456 K) ở 115 °C sẽ có các tính chất cơ học tương đương với đồng (Tmp = 1358 K) tại 881 °C, bởi vì cả hai sẽ ở 0,85Tmp mặc dù ở nhiệt độ tuyệt đối khác nhau.
Trong các ứng dụng điện tử, nơi các mạch thường hoạt động trên phạm vi −55 °C đến +125 °C, chất eutecti thiếc chì (Sn63) đang hoạt động ở mức 0,48Tmp đến 0,87Tmp. Nhiệt độ trên cao so với nhiệt độ nóng chảy; từ điều này, chúng ta có thể suy ra rằng vật hàn sẽ có sức bền vật liệu hạn chế (như một vật liệu khối) và biến dạng nhiệt đáng kể khi bị tác dụng lực kéo dài. Điều này được sinh ra bởi các giá trị độ bền kéo, độ bền cắt và suất đàn hồi thấp. Mặt khác, đồng có điểm nóng chảy cao hơn nhiều, vì vậy lá đồng chỉ hoạt động ở mức 0,16Tmp đến 0,29Tmp và tính chất của chúng ít bị ảnh hưởng bởi nhiệt độ.